# Prumna kurentzovi
Prumna kurentzovi är en insektsart som först beskrevs av Leo L. Mishchenko 1974.  Prumna kurentzovi ingår i släktet Prumna och familjen gräshoppor. Inga underarter finns listade i Catalogue of Life.